# کایا جونز
کایا جونز (به انگلیسی: Kaya Jones) با نام اصلی کریستال نریا (به انگلیسی: Chrystal Neria) (زاده ۲۸ اوت ۱۹۸۴) رقصنده، خواننده، رقصنده و دی‌جی آمریکایی متولد کانادا است.او قبلا عضو پوسی‌کت دالز بود.